# City Car Driving
 (mai 2017).
Si vous disposez d'ouvrages ou d'articles de référence ou si vous connaissez des sites web de qualité traitant du thème abordé ici, merci de compléter l'article en donnant les références utiles à sa vérifiabilité et en les liant à la section « Notes et références ».
City Car Driving est un jeu de conduite développé et édité par le studio russe Multisoft. Le jeu est d'abord sorti en Russie et aux États-Unis en 2007 sous le nom de 3D Instruktor. En 2010, le jeu sort en version internationale en anglais. Le 1er octobre 2013, Multisoft publie la version 1.3 avec notamment l'ajout de la conduite à gauche et le support de DirectX 11.

## Système de jeu
Dans le mode conduite libre, le joueur est libre de ses mouvements. Il peut aller où il le désire. Avant de commencer ce mode il y a plusieurs options à sélectionner : véhicule, point de départ, heure, météo, trafic (nombre de véhicules et agressivité de l'IA),.
Le jeu se compose d'une ville virtuelle nommée Virtual City, qui a également une grande zone rurale avec un village appelé North Hill Village.
Le jeu est conçu pour aider les utilisateurs à appréhender la conduite d'une voiture dans une ville ou à la campagne,. 
Le jeu a donc des fonctionnalités telles que des conditions météorologiques différentes.

Il y a aussi une gestion des piétons et des collisions.

Le jeu possède également un mode carrière.